# Nédélec
Nédélec är en kommun av typen kanton (municipalité de canton) i provinsen Québec i Kanada. Den ligger i regionen Abitibi-Témiscamingue, i den sydöstra delen av landet, 400 km nordväst om huvudstaden Ottawa. Antalet invånare var 340 vid folkräkningen 2021. Landarean är 371 kvadratkilometer.